# MF Doom
Деніел Думілей (англ. Daniel Dumile; нар. 13 липня 1971 — пом. 31 жовтня 2020) - народжений в Англії американський репер і продюсер, відомий постійним носінням маски, незвичайною манерою виконання, а також текстами пісень, в яких він відіграє роль лиходія. Він використовував безліч сценічних імен, серед яких MF DOOM (пізніше замінене на DOOM), Viktor Vaughn, King Geedorah, Metal Face і Metal Fingers.
Думілей почав свій творчий шлях у 1988 році, заснувавши з братом DJ Subroc гурт KMD, в якій він взяв участь під псевдонімом Zev Love X. 1991 року гурт випустив альбом Mr. Hood, що став досить популярним. 1993 року DJ Subroc був збитий на смерть при спробі переходу автомагістралі. Попри це, Деніел продовжив роботу над Black Bastards, другим альбомом гурту. В 1994 році, коли альбом був практично готовий, лейбл Elektra вирішив припинити співпрацю з колективом. Розсердившись на всю музичну індустрію, Думілей пішов у тінь.
В 1997 році він повернувся, але вже під псевдонімом MF Doom і приховуючи своє обличчя під маскою. 1999 року він випустив альбом Operation: Doomsday, що став культовим на андерграунд хіп-хоп сцені. 2003 року він випустив ще кілька альбомів, серед яких Take Me to Your Leader під псевдонімом King Geedorah і Vaudeville Villain під псевдонімом Viktor Vaughn. Однак перший комерційний успіх прийшов до нього в 2004 році після співпраці з продюсером Madlib’ом. Їх спільний альбом Madvillainy, що вийшов у складі дуету Madvillain на лейблі Stones Throw, став одним з найуспішніших альбомів лейблу, одним з найвідоміших альбомів MF Doom'а і першим альбомом музиканта, що потрапив в чарт Billboard 200. У тому ж році він випустив сольний альбом MM..Food, також став одним з найвідоміших його альбомів. У 2005 році спільно з Danger Mouse у складі дуету Danger Doom він випустив альбом The Mouse and the Mask. Альбом став найбільш комерційно успішним альбомом Думілея, піднявшись на 41-й рядок Billboard 200. У 2009 році Думілей, який скоротив псевдонім до DOOM, випустив альбом Born Like This. В 2012 році спільно з Jneiro Jarel у складі дуету JJ DOOM він випустив альбом Key to the Kuffs. У 2014 році спільно з Bishop Nehru він випустив альбом NehruvianDOOM у складі однойменного дуету.
Крім музики, він співпрацював з телеканалом Adult Swim, в озвучці мультсеріалів якого він брав участь. Також він взяв участь у створенні присвячених йому пар взуття: спільно з фірмою Nike він випустив снікери Nike SB Dunk High «MF Doom», а з фірмою Clarks Originals - дві пари черевиків Clarks Wallabee.

## Біографія

### 1971-1993: ранні роки і KMD
Деніел Думілей народився 9 січня 1971 року в Лондоні. Його мати родом з Тринідада і Тобаго, а батько, який працював учителем, — із Родезії (нинішній Зімбабве). У дитинстві він переїхав разом з сім'єю до Нью-Йорку і виріс на Лонг-Айленді, однак так ніколи і не став громадянином США. В юнацтві він захоплювався прослуховуванням музики, читанням коміксів та відеоіграми.

Zev Love X на початку 90-х

В 1988 році, взявши псевдонім Zev Love X (читається "Зів Лав екс"», він, зі своїм молодшим братом Дінілізве «DJ Subroc» Думілеем і Jade 1, пізніше став відомим під псевдонімом Rodan, заснував групу KMD. Спочатку група, назва якої було скороченням від «Kausin Much Damage» (в перекладі з англ. — "Наносимо багато збитків»), замислювалася як команда графіті-художників. Через деякий час Rodan покинув групу щоб зосередитися на навчанні. У той же час Zev Love X познайомився з MC Serch, який пізніше запросив його взяти участь у записі треку "The Gas Face" його групи 3rd Bass з їх дебютного альбому. Після прослуховування треку A&amp;R Данте Росс дізнався про KMD, зв'язався з ними, і підписав групу на лейбл Elektra Records. Після цього група змінила назву - вона так і залишилася KMD, але тепер це скорочення означало «a positive Kause in a Much Damaged society» (в перекладі з англ. — «Позитивний процес у дуже зруйнованому суспільстві»). Також до неї додався третій учасник, Onyx the Birthstone Kid. 1991 року KMD випустили свій перший альбом, Mr. Hood, деякі треки з якого, такі як "Peachfuzz" і " Who Me?", стали досить популярними. Кліпи групи транслювалися по телебаченню, в музичних телепрограмах Yo! MTV Raps і Rap City.
Група почала роботу над другим альбомом. У цей час Думілей почав помічати, що все навколо нього стало змінюватися, а його друзі стали зникати. "Були вбиті, опинилися у в'язниці або ще щось», - говорить музикант. 1993 року, коли для альбому залишалося записати два треки, трапилася трагедія: DJ Subroc був збитий на смерть при спробі перейти автомагістраль I-495, також відому як Long Island Expressway. Смерть брата сильно вплинула на Думілея, зробивши його, за словами Данте Росса «досить розгніваною особистістю».
Попри все це, він продовжив роботу над альбомом. У квітні 1994 року на лейблі Elektra вийшов перший сингл з альбому, «What A nigga Know». Також було придумано назву альбому, Black Bastards (в перекладі з англ. — «Чорні виродки»), призначена дата виходу альбому (3 травня 1994 року) і промокопії альбому були розіслані пресі. Також була створена обкладинка, стилізована під гру шибениця: на ній зображений маскот групи, мультяшний персонаж-самбо, повішений на шибениця. Одна з копій обкладинки потрапила в руки до Террі Россі (англ. Terri Rossi), колумністки журналу Billboard. Вона різко засудила як цю обкладинку, так і лейбл Elektra. Лейбл, побоюючись скандалу на зразок скандалу з синглом «Cop Killer» група Body Count, вирішив скасувати випуск альбому і припинити співпрацю з KMD. Сам музикант вважає, що проблема була не тільки в обкладинці:

Це повинно було бути щось більше, ніж обкладинка, тому що коли ми запитали про заміну обкладинки, вони не стали нас слухати. Напевно, те, що ми робили, повинно було наробити багато галасу там, де у них були фінансові інтереси.
Оригінальний текст (англ.)
It had to be more than the cover [when it came to Elektra not being pleased] because then we asked what if we changed it, and they weren’t hearing it. I guess what we were doing was going to make waves in places where they had financial interests.

За інформацією музиканта і Данте Россу, вартість запису альбому, вирішення проблем з семплами і запису невипущеного кліпу на трек «What A Nigga Know» склала 200 000 доларів. Однак лейбл був готовий змиритися зі збитками, аби уникнути скандалів. Всі матеріали, пов'язані з альбомом, були віддані Думілею. Однак, як розповідає музикант, ніхто не хотів мати з ним справи:

Це був мертвий альбом, всі його боялися. Ми намагалися його продати, але все від нього відвернулися. Повірте, я б хотів співпрацювати з бізнесом, якби бізнес на той момент хотів співпрацювати зі мною. Просто все виглядало так, ніби у засранців раптово пропав до мене інтерес.
Оригінальний текст (англ.)
It was a dead album, everybody was scared of it. We shopped it and everybody shot it down. Believe me, I would have wanted something to do with the business if the business wanted anything to do with me back then. It just seemed that, all of a sudden, motherfuckers didn’t want to fuck with me anymore.

У той же час Black Bastards нелегально продавався піратами, звівши групу KMD до статусу культової в андерграунд середовищі. Пізніше альбом все-таки вийшов офіційно. 1999 року вийти EP Black Bastards Ruffs + Rares, на якому були кілька треків з альбому. В 2001 році весь альбом вийшов на лейблі Sub Verse Music.
Після всіх подій Думілей пішов з хіп-хоп-сцени, живучи "практично без будинку, гуляючи вулицями Манхеттена, сплячи на лавках" і поклявшись помститися «індустрії, яка понівечила його». Він також переїхав з Нью-Йорка в Атланту.

### 1997-2001: початок сольної кар'єри іOperation: Doomsday
Після відходу в тінь Думілей створив нове альтер его - MF Doom (читається "Ем-Еф Дум"; спочатку використовувався варіант написання M. F. Doom). За словами музиканта, MF Doom поєднує в собі образи всіх лиходіїв і одночасно є пародією на них усіх. MF-скорочення від Metal Face (в перекладі з англ. — "Металеве обличчя»), а Doom - одночасно відсилання до Доктора Дума з коміксів Marvel і скорочений варіант його прізвища, яким в дитинстві його називала мати. 1997 року MF Doom почав читати реп на відкритих заходах у Мангеттені, натягуючи на голову носок, бо хотів зберегти альтер его анонімним. Пізніше графіті-художник Lord Scotch придумав для нього маску. Спочатку він хотів використовувати маску Дарта Мола з фільму «Зоряні війни. Епізод I: Прихована загроза», пофарбовану в срібний колір, але пізніше вони вирішили використовувати маску, створену на основі маски Максимуса Децима Меридія з фільму «Гладіатор». Після цього музикант не з'являвся на публіці без маски (за винятком проблисків у кліпах на треки «Mr. Clean» та «?»). В інтерв'ю 2004 року MF Doom розповів, чому він носить маску:

Як на мене, хіп-хоп йде в напрямку, коли він майже на 100% про що завгодно, крім самої музики - як ти виглядаєш, як звучить твоє ім'я, що ти носиш, які бренди, які речовини вживаєш - все що завгодно, крім самого звучання музики. За допомогою маски я заявляю - агов, це все не про те - це повинно бути про те, що ти записуєш.
Оригінальний текст (англ.)
To me, from the musical aspect, hip-hop is going in a direction where almost damn near 100% it’s about everything besides the music — what you look like, the sound of your name, what you’re wearing, the brand of clothing, whatever intoxicant you choose to put in your body — everything except for what the music sounds like. The mask is really a testament to — yo, it’s not about none of that — it’s straight about the rec[ord]

У 1997 році MF Doom випустив на лейблі Fondle 'Em Records сингл "Dead Bent", разом з треками «Gas Drawls» і «Hey!». Сингл завоював популярність в андерграунд хіп-хоп-середовищі Нью-Йорка. За словами засновника лейбла, Боббіто Гарсії сингл MF Doom'а продавався краще, ніж перевипущений альбом Black Bastards, попри те, що група KMD була більш відомою.
В 1999 році він випустив перший сольний альбом, Operation: Doomsday. Альбом також містив сингли, що вийшли раніше під псевдонімом M. F. Doom, проте сам альбом вийшов вже під новим варіантом псевдоніма — MF Doom. Альбом набув статусу культового в андерграунд хіп-хоп-середовищі. Журнал Fact називає його «справжньою класикою». Журнал XXL заявляє, що «продакшн [альбому] разом з нешаблонно жорсткою, але розумною лірикою MF Doom'а створили смертельну комбінацію». Журнал The Source вважає, що «альбом відкрив дорогу творчості MF Doom'а, що став легендарним як серед слухачів хіп-хопу Старої школи, так і серед шанувальників нової школи».
У той час MF Doom також співпрацював з групою Monsta Island Czars, які взяли участь у записі альбому. Було вирішено придумати кожному учаснику альтер его на основі міфів про Ґодзіллу. MF Doom створив альтер его King Geedorah (читається "Кінг Гідора" ; в альбомі використовувався варіант написання King Ghidra) - триголового золотого дракона з космосу, заснованого на Кінга Гідорі з фільму «Гідора, триголовий монстр». Це альтер его використовувалося в декількох треках на альбомі Operation: Doomsday, а пізніше MF Doom випустив альбом, цілком написаний від імені цього персонажа.
Крім цього, з 2001 по 2005 рік MF Doom під псевдонімом Metal Fingers (в перекладі з англ. — «Металеві пальці») випустив десять інструментальний альбомів із серії Special Herbs, інструментали з яких він, а також ряд інших реперів, використовував в інших своїх альбомах.

### 2002-2004: King Geedorah, Viktor Vaughn і Madvillain

Графіті, намальоване в районі Маленьке Гаїті міста Маямі, на якому зображений MF Doom в позі з обкладинки альбому Madvillainy

У 2003 році MF Doom від імені його альтер его King Geedorah випустив альбом Take Me to Your Leader. Сам MF Doom на ньому присутній тільки на декількох треках, на інших же він тільки працював над інструменталами, дозволивши читати текст своїм друзям. Самі ж інструментали створені з використанням семплів соул- і рок- композицій 1980-х, а також уривків телевізійних передач. Ряд музичних критиків називають Take Me to Your Leader «дивний», а також "непоміченим" альбомом.
Пізніше в 2003 році MF Doom також випустив альбом Vaudeville Villain від імені ще одного альтер его, Viktor Vaughn (читається «Віктор геть»). Його ім'я є відсиланням до повного імені Доктора Дума - Віктор фон Дум (англ. Victor von Doom). Альбом розповідає історію «водевільного лиходія» що відображено в назві альбому), який подорожує в часі.
Однак перший комерційний успіх прийшов до MF Doom'у в березні 2004 року з виходом Madvillainy - спільного альбому з Madlib'ом у складі дуету Madvillain. Альбом вийшов на лейблі Stones Throw Records і його успішно прийняли критики, багато з яких до цього не чули MF Doom'а: публікації, присвячені альбому, були опубліковані в ряді журналів, серед яких Rolling Stone, The Washington Post, The New York Times, The New Yorker і Spin. Альбом досяг 179-ї позиції в чарті Billboard 200 і став одним з найуспішніших альбомів лейблу. На підтримку альбому Madvillain провели концертний тур спільно з J Dilla, з виступами в Лос-Анджелесі, Сан-Франциско, Нью-Йорку та Торонто.
У серпні 2004 року від імені альтер его Viktor Vaughn він випустив альбом Venomous Villain. Продюсерів для альбому MF Doom вибрав за допомогою жеребкування, вибираючи з інструменталів, надісланих йому невідомими андерграунд хіп-хоп продюсерами. Критики прохолодно сприйняли альбом. Pitchfork назвав його «сиквелом до Vaudeville Villain тільки за назвою, але не по духу». Це був останній альбом, що вийшов від імені King Geedorah / Viktor Vaughn.
Восени 2004 року MF Doom підписав трирічний контракт з лейблом Rhymesayers. У листопаді він випустив на ньому альбом MM..Food. Альбом став першим альбомом MF Doom'а, де він був і репером, і продюсером. Назва альбому є анаграма псевдоніма музиканта, а також відображає основну тему альбому, якою є їжа. Назви композицій і їх Тексти також містять метафори і відсилання до їжі. MM..Food став одним з найуспішніших проєктів музиканта. Альбом позитивно сприйняли як слухачі, так і критики. Сайт HipHopDX називає його  «ще одним відмінним альбомом», а журнал The Source-  "вічним альбомом».

### 2005—2009:The Mouse and the MaskіBorn Like This
В 2005 році MF Doom, як і раніше андерграундний репер, зробив великий крок у бік мейнстріму, випустивши спільно з Danger Mouse у складі дуету Danger Doom альбом The Mouse and the Mask. Альбом вийшов на лейблах Epitaph і Lex. Альбом був записаний спільно з телеканалом Adult Swim і використовував голоси персонажів з мультсеріалів каналу, серед яких Aqua Teen Hunger Force, «МорЛаб 2021» і «Харві Бердман». The Mouse and the Mask став найпродаванішим альбомом MF Doom'а І піднявся на 41-й рядок Billboard 200. Також у 2005 році MF Doom взяв участь у записі треку "November Has Come" з альбому Demon Days група Gorillaz, який піднявся на шосту позицію чарту Billboard 200.
В 2006 році MF Doom співпрацював з Ghostface Killah, спродюсувавши кілька треків відразу на двох його альбомах — Fishscale і More Fish. Також планувався спільний альбом у складі дуету DOOMSTARKS під назвою Swift & Changeable. Музиканти навіть з'явилися разом на обкладинці журналу Mass Appeal. Однак альбом постійно відкладався і не вийшов.
30 травня 2006 року Adult Swim випустив Occult Hymn — безкоштовний EP, записаний MF Doom'ом у складі Danger Doom. MF Doom пізніше продовжив роботу з Adult Swim, взявши участь в озвучці мультсеріалів каналу, серед яких жираф Шерман з «Ідеальна зачіска назавжди», а також в озвучці реклами «Гетто». Крім цього, відеовставки з MF Doom'ом використовувалися між передачами в період Різдва 2006 року.

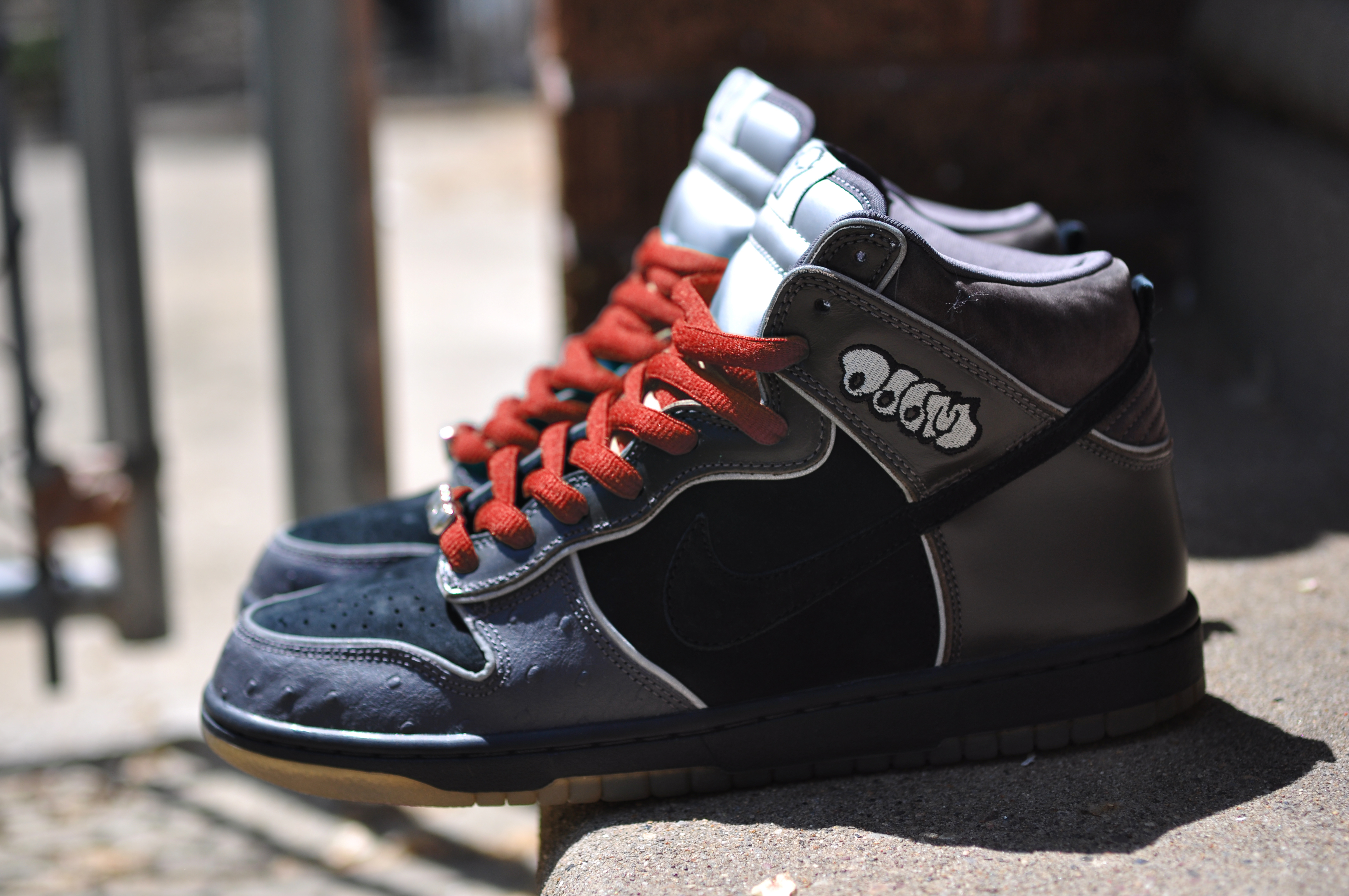
Nike SB Dunk High «MF Doom»

У 2007 році фірма Nike спільно з MF Doom'ом випустила снікери Nike SB Dunk High "MF Doom", присвячені музиканту. Вони були пофарбовані в сіро-чорні тони з червоними шнурками і використовували логотипи музиканта: напис «DOOM» з обох сторін, виконану в стилі графіті, зображення маски MF Doom'а на язичку і металеву застібку з написом «VLN» (скорочення від англ. villain - "лиходій") на шнурках. Крім цього, музикант співпрацював з Clarks Originals, разом з якими він випустив дві пари черевиків Clarks Wallabee: перший варіант вийшов в 2013 році, зроблений зі шкіри і пофарбований в коричневий колір, а другий, що вийшов в грудні 2014 року, був зроблений з велюру, пофарбованого в синій, з помаранчевою підошвою-кольору баскетбольного клубу Нью-Йорк Нікс, улюбленої команди MF Doom'а. На обох варіантах збоку розташований логотип у вигляді маски музиканта, яка також використовується всередині, як повторюваного візерунка. До обох пар був також прикріплений ярлик, на якому зображено напис "DOOM" у стилі графіті.
В 2009 році MF Doom, який змінив псевдонім на DOOM, випустив альбом Born Like This на лейблі Lex. У записі альбому взяли участь Raekwon і Ghostface Killah, а продюсерами альбому, крім DOOM'А, стали Jake One, Madlib та J Dilla, чиї інструментали були використані вже після його смерті. Born Like This позитивно сприйняли критики. Альбом став першим сольним альбомом музиканта, що потрапив в чарти США, зайнявши 52-й рядок Billboard 200.
У тому ж році DOOM спільно з Ghostface Killah записав заголовну композицію саундтрека гра Grand Theft Auto: Chinatown Wars - трек «Chinatown Wars». Продюсером треку став Oh No.

### 2010—2020:Key to the Kuffs,NehruvianDOOMі DOOMSTARKS
На початку 2010 року DOOM випустив Gazzillion Ear EP на лейблі Lex. Даний EP містить різні ремікси треку "Gazzillion Ear" з альбому Born Like This, серед яких ремікс Тома Йорка і два ремікси Jneiro Jarel, з яким DOOM пізніше запише спільний альбом. Пізніше для вільного скачування вийшов ще один ремікс, "Gazzillion Ear (MADVILLAINZ Remix)", в записі якого, крім DOOM'А і Madlib'а, брав участь Каньє Вест, який є хорошим другом DOOM'а. Вихід EP збігся за часом з першими виступами DOOM'А за межами США-концертним туром по Великій Британії. Перший з виступів, що проодив 5 березня 2010 року в лондонському концертному залі The Roundhouse, за підтримки лейблу Lex та музичного фестивалю Sónar. Після цього відбулися виступи по всій Європі, серед яких спільний виступ з Gorillaz у Лондоні та Парижі.
У тому ж році він випустив компіляцію DOOM!, до якої увійшли кілька випущених раніше треків, спільний з Ghostface Killah трек "Chinatown Wars", спільний з RZA трек "Biochemical Equation", а також кілька невипущених раніше треків. Також в рамках програми з випуску синглів Adult Swim Singles Program 2010 вийшов спільний з Madlib'ом трек «Papermill». Крім цього, в 2010 році на лейблі Gold Dust Media вийшов концертний альбом Expektoration. Вважається, що альбом був записаний 14 вересня 2009 року на концерті в Нью-Йорку. Однак, на думку музичного критика Нейта Патріна (англ. Nate Patrin) із Pitchfork, альбом був записаний набагато раніше, в 2004-2005 роках, оскільки на ньому звучать тільки треки з альбомів, що вийшли в той час.
Повернувшись до США, DOOM дізнався, що йому заборонено в'їзд в країну, на що він відповів «Я покінчив зі Сполученими Штатами, це не проблема», після чого повернувся до Великої Британії і оселився в Південному Лондоні. Після повернення він почав записувати спільні треки з Jneiro Jarel, колегою по лейблу Lex, з яким він раніше вже співпрацював. Разом вони створили дует JJ DOOM. Одними з перших треків, які вони записали, стали "Retarded Fren", спільна робота з учасниками групи Radiohead Томом Йорком і Джонні Грінвудом, і ремікс Дейва Ситека на трек " Rhymin Slang». Обидва треки вийшли для вільного скачування в грудні 2011 року, а 21 квітня 2012 року, в день музичного магазину, вони вийшли у складі збірки Complex Volume 1, що вийшов на честь десятиліття лейблу Lex.
17 липня 2012 року репер Masta Ace випустив альбом MA Doom: Son of Yvonne, в якому використовував інструментали MF Doom'а з серії Special Herbs. Альбом досить позитивно сприйняли критики. Журнал Fact назвав його "ностальгічною подорожжю" репера, сайт HipHopDX - "інтригуючим доповненням до дискографії Ace'а», а сайт The A.V. Club "тісною співпрацею між двома загартованими ветеранами", зазначивши, однак, відсутність нових інструменталів.
20 серпня 2012 року дует JJ DOOM випустив альбом Key to the Kuffs. До альбому увійшли  спільні треки з Деймоном Алберном, учасником груп Gorillaz і Blur, і Бет Гіббонс з групи Portishead. Key to the Kuffs отримав позитивні відгуки критиків, однак став менш успішним, ніж попередній альбом DOOM'А, піднявшись на 148-й рядок Billboard 200. Через рік, 20 серпня 2013 року, вийшла оновлена версія альбому під назвою Key To The Kuffs (Butter Edition), до якої, крім самого альбому, увійшли ремікси треків з альбому, а також кілька нових треків.
У вересні 2012 року DOOM дав інтерв'ю сайту HipHopDX. У ньому він заявив, що вважає Key to the Kuffs своїм найкращим альбомом, серед випущених на той момент. Він також розповів, що втратив всю свою колекцію вінілових пластинок, деякі з яких використовувалися при створенні його попередніх альбомів, проте зазначив, що йому в будь-який момент можуть допомогти його друзі-колекціонери, серед яких Madlib і J Rocc з групи Beat Junkies. Крім цього, він розповів про те, що він спілкується з репером Nas'ом, про те, як NAS читав фристайл під його інструментали (що дуже сподобалося DOOM'У, який назвав Nas'a вмілим фрістайлером), а також не виключив можливість спільної роботи з ним.
В лютому 2013 року Ghostface Killah заявив в інтерв'ю, що вони працюють з DOOM'ОМ над спільним альбомом, раніше відомим як Swift & Changeable. За його словами, вони перебували в процесі вибору треків. Пізніше він заявив, що альбом «можливо вийде в цей Хелловін». У серпні 2013 року DOOM (як Viktor Vaughn) взяв участь у записі треку "Between Villains", що вийшов діджей і репер Flying Lotus під псевдонімом Captain Murphy в рамках програми з випуску синглів Adult Swim Singles Program 2013. Earl Sweatshirt і Thundercat також з'явилися на треку.
У серпні 2013 року було оголошено, що DOOM і американський репер Bishop Nehru працюють над спільним альбомом. Альбом, названий NehruvianDOOM, вийшов у складі однойменного дуету 7 жовтня 2014 року. Він став успішнішим, ніж попередній альбом DOOM'А, піднявшись на 59-й рядок Billboard 200. В цілому, альбом позитивно оцінили критики, хоча їхні думки розійшлися: частина критиків позитивно оцінила альбом, інші відгукнулися про нього більш прохолодно. Журнал NME назвав його «цікавим, але непотрібним». Журнал XXL назвав альбом "демонстрацією величезного потенціалу" Nehru, поскаржившись на невелику тривалість альбому. Журнал The Wire заявив, що «Nehru не відрізняється від інших домашніх реперів, що засмічують Soundcloud своїми фрістайлами під старі інструментали із серії Special Herbs». Сайт HipHopDX був прихильнішим, називаючи NehruvianDOOM «неймовірно винахідливою спробою використовувати музику, що стала вже класичною, якій виходить звучати приємно, а іноді і химерно».
У листопаді 2014 року спільно з Flying Lotus він випустив трек "Masquatch", що потрапив в саундтрек перевидання гри Grand Theft Auto V.
У грудні 2014 в ході своєї AMA (англ. Ask Me Anything, персональний інтернет-конференції, під час якої відомі люди відповідають на запитання користувачів) на сайті Reddit Ghostface Killah розповів, що спільний альбом з DOOM'ОМ повинен вийти в 2015 році. Пізніше вихід альбому був перенесений на лютий 2016 року. У вересні 2015 року в рамках програми з випуску синглів Adult Swim Singles Program 2015 вони випустили спільний трек «Lively Hood». Пізніше він також вийшов обмеженим тиражем у вигляді вінілового синглу.
Також у вересні 2015 року вийшов спільний альбом репера M.E.D., репера Blu і продюсера Madlib Bad Neighbor, у записі треку " Knock Knock» з якого DOOM взяв участь.
У листопаді 2015 року DOOM випустив відео "A Villainous Adventure", в якому крім свого нового місця проживання розповів про плани на 2016 рік, заявивши, що планує випустити багато нового матеріалу.
У червні 2016 року австралійська група The Avalanches випустила сингл "Frankie Sinatra", в записі якого взяли участь MF Doom і Денні Браун.

## Особисте життя

### Сім'я
Деніел Думілей був одружений, його дружину звуть Джасмін (англ. Jasmine), у них п'ятеро дітей. Джасмін також є власником його особистого лейблу, Metal Face.

### Заборона на в'їзд до США
З моменту переїзду в дитинстві, Думілей не мав громадянства США, через що він не міг залишати територію країни. Однак у 2010 році, вирішивши, що наявність дружини-громадянки США і п'ятьох дітей буде достатнім для повернення, він оформив паспорт Великої Британії і вирушив туди з концертним туром. Але повернувшись в 2012 році він виявив, що співробітники митниці не пускають його назад, на що музикант відповів: «Я покінчив зі Сполученими Штатами, це не проблема».
У 2015 році він випустив відео «a Villainous Adventure» (в перекладі з англ. — «Лиходійська пригода»), в якому він показав свій новий будинок в Сент-Люсії з видом на бухту. Також у відео було показано як він подорожує на катері між Сент-Люсією і Кубою.

## Смерть
31 грудня 2020 року За східно-американським часом на офіційному акаунті виконавця в Instagram з'явилася публікація з повідомленням від його дружини Джасмін, де вона повідомила про смерть чоловіка. Також вона подякувала йому за все, що він зробив для неї і їхніх дітей, і уточнила що MF DOOM помер 31 жовтня 2020 року, проте ніхто крім близьких репера про це не знав.
Причина смерті нині невідома.
Свої співчуття родині MF Doom висловили багато відомих хіп-хоп продюсерів та виконавців, зокрема: DJ Premier, Jojo Pellegrino, Chuck D, Tyler, The Creator, Дензел Каррі, Ghostface Killah, та багатьох інших.

## Використання двійників
MF Doom був неодноразово помічений за використанням двійників: на концертах в Лос-Анджелесі, Чикаго, Лондон і Сан-Франциско. Спочатку музикант намагався виправдовуватися, заявивши, що причиною чуток про двійників була втрата ваги, але пізніше його промоутер заявив, що чутки були вірні. «Все це, йому це подобається. Це все його план. Йому подобається увага, і йому подобається приводити людей в замішання», - заявив промоутер. В інтерв'ю журналу Rolling Stone MF Doom також заявив, що його не хвилює гнів фанатів: «Все, що ми робимо, ми робимо в лиходійському стилі. У кожного є право зрозуміти або не зрозуміти нас» Він також зазначив, що «коли ви приходите на концерт Doom'а, ви приходите слухати музику, а не дивитися». У лютому 2010 року, під час виступу двійника MF Doom'а в Торонто, на сцену вийшов справжній MF Doom.

## Дискографія

### Сольні альбоми
- 1999: Operation: Doomsday
- 2003: Take Me to Your Leader (як King Geedorah)
- 2003: Vaudeville Villain (як Viktor Vaughn)
- 2004: Venomous Villain (як Viktor Vaughn)
- 2004: MM..Food
- 2009: Born Like This (як DOOM)

### Спільні альбоми
- 1991: Mr. Hood (як Zev Love X спільно с KMD)
- 1993: Black Bastards (як Zev Love X спільно с KMD)
- 2003: Escape from Monsta Island! (як King Geedorah спільно с Monsta Island Czars)
- 2004: Special Herbs and Spices Volume 1 (спільно с MF Grimm)
- 2004: Madvillainy (спільно с Madlib у складі Madvillain)
- 2005: The Mouse and the Mask (спільно с Danger Mouse в составе DANGERDOOM)
- 2012: Key to the Kuffs (спільно с Jneiro Jarel в составе JJ DOOM)
- 2014: NehruvianDOOM (спільно с Bishop Nehru в составе NehruvianDOOM)
- 2019: Czarface Meets Metal Face (спільно с Czarface)

### Концертні альбоми
- 2005: Live from Planet X
- 2010: Expektoration

### Компіляція
- 2006: Special Herbs: The Box Set Vol. 0-9
- 2009: Unexpected Guests
- 2010: DOOM!

### EP
- 2000: MF EP (спільно з MF Grimm)
- 2006: Occult Hymn (спільно з Danger Mouse у складі DANGERDOOM)
- 2008: MF Doom & Trunks Presents Unicron (спільно з Trunks)
- 2010: Gazzillion Ear EP
- 2011: Victory Laps EP (спільно з Ghostface Killah у складі DOOMSTARKS)
- 2014: Bookhead EP (спільно з Jneiro Jarel[en] у складі JJ Doom[en][146])

### Інструментальні альбоми
- 2001: Special Herbs, Vol. 1
- 2002: Special Herbs, Vol. 2
- 2002: Special Herbs, Vol. 3
- 2003: Special Herbs, Vol. 4
- 2003: Special Herbs, Vols. 4, 5 & 6
- 2004: Special Blends, Vols. 1 & 2
- 2004: Special Herbs, Vols. 7 & 8
- 2005: Special Herbs, Vols. 9 & 0

## Примітка
1. 1 2  Untangling MF DOOM's Lifelong Struggle With the U.S. Immigration System — Condé Nast, 2021. — ISSN 2574-2183
2. ↑  Zo Okayplayer — 2021.
3. ↑  https://consequenceofsound.net/2020/12/mf-doom-dead-obituary/
4. ↑  MF Doom: Hip-hop star dies aged 49 — BBC News, 2020.
5. ↑  MF DOOM Has Died — Cause Currently Unknown — 1999.
6. 1 2  MF Doom: Hip-hop star dies aged 49 — 2020.
7. ↑  MF DOOM. ALL CAPS. on Instagram — 2010.
8. ↑  MF Doom death: Rapper and producer dies aged 49 — London: Alexander Lebedev, Evgeny Lebedev, Daily Mail and General Trust, 2020. — ed. size: 700000 — ISSN 2041-4404
9. ↑  https://www.xxlmag.com/rappers-deportation/
10. ↑  https://www.vibe.com/features/editorial/21-savage-ice-detention-hip-hop-deportation-history-633832/
11. ↑  Montreux Jazz Festival Database
12. ↑  AllMusic — 1991.
13. 1 2  MF DOOM Dead at 49 — Condé Nast, 2020. — ISSN 2574-2183
14. ↑  Rapper MF Doom Dies at 49 — New York, Los Angeles, CA: Variety Media, Penske Media Corp., 2020. — ISSN 0042-2738
15. ↑  NehruvianDOOM — USA: 2014.
16. ↑  Masked Rapper MF Doom Dies at 49 — 2020. — ISSN 0006-2510
17. ↑  Ассошіейтед прес Masked rapper MF Doom dead at 49 — CBC News, 2020.
18. 1 2  Angel Diaz. Ghostface and MF DOOM Continue to Tease The DOOMSTARKS Project With "Lively Hood" (англ.). Complex. Архів оригіналу за 29 червня 2021. Процитовано 20 січня 2016.
19. 1 2 3 4 5  Alex Pappademas. Imminent Doom // Spin : журнал. — 2004. — 12. Архівовано з джерела 12 вересня 2017. Процитовано 16 червня 2021.
20. 1 2 3  Paul Lester. Doom: 'It's all new, all fun' (англ.). The Guardian. Архів оригіналу за 25 лютого 2020. Процитовано 15 січня 2016.
21. 1 2 3  Dan LeRoy. MF Doom Biography & History. Allmusic. Архів оригіналу за 8 травня 2021. Процитовано 15 січня 2016.
22. ↑  Top 10 deported/exiled musicians (англ.). Stuff.co.nz[en]. Архів оригіналу за 12 листопада 2020. Процитовано 15 січня 2016.
23. 1 2 3 4 5 6  Jo Fuertes-Knight. The Evolution of MF Doom (англ.). Vice. Архів оригіналу за 6 квітня 2016. Процитовано 16 січня 2016.
24. 1 2 3 4 5 6 7 8 9 10  Check The Technique 2, 2014.
25. 1 2 3 4 5  Edwin Ortiz. 20 Things You Didn't Know About MF DOOM (англ.). Complex. Архів оригіналу за 28 червня 2021. Процитовано 16 січня 2016.
26. 1 2 3 4 5 6 7  Alex Tatusian. MF Doom Albums From Worst To Best (англ.). Stereogum. Архів оригіналу за 15 січня 2020. Процитовано 17 січня 2016.
27. 1 2 3 4 5 6 7  Hua Hsu. Mask of Sorrow // The Wire : журнал. — 2005. — 03. Архівовано з джерела 16 червня 2019. Процитовано 16 червня 2021.
28. ↑  Interview with Dante Ross // Wax Poetics[en] : журнал. — No. 9.
29. 1 2  Ta-Nehisi Coates. The Mask of Doom (англ.). The New Yorker. Архів оригіналу за 8 травня 2017. Процитовано 16 січня 2016.
30. ↑  Hua Hsu. Blunted on Beats // Wax Poetics[en] : журнал. — 2004. — No. 8 (02). Архівовано з джерела 8 серпня 2019. Процитовано 16 червня 2021.
31. ↑  Michael DiBella. K.M.D. Biography (англ.). Allmusic. Архів оригіналу за 28 червня 2021. Процитовано 16 січня 2016.
32. ↑  Soren Baker. Zev Love X’s M.F. Doom, KMD Albums Reissued (англ.). MTV. Архів оригіналу за 28 квітня 2021. Процитовано 16 січня 2016. [Архівовано 2021-04-28 у Wayback Machine.]
33. ↑  Laurent Fintoni. “Real paper, not a Kindle”: FACT meets DOOM, the underground’s greatest masked man (англ.). Fact[en]. Архів оригіналу за 30 червня 2021. Процитовано 17 січня 2016.
34. ↑  Ryon, Sean. Graffiti Writer KEO Discusses Origin And Creation Of MF DOOM's Mask. Архів оригіналу за 30 січня 2013. Процитовано 17 січня 2016.
35. ↑  Sam Behrens. Madvillainy Turns 10 (англ.). Stereogum. Архів оригіналу за 4 серпня 2019. Процитовано 18 січня 2016.
36. ↑  Nathan Rabin. MF Doom: Operation Doomsday: Lunchbox (англ.). The A.V. Club. Архів оригіналу за 5 березня 2016. Процитовано 17 січня 2016.
37. ↑  Oli Marlow. The Essential… MF DOOM (англ.). Fact[en]. Архів оригіналу за 28 червня 2021. Процитовано 17 січня 2016.
38. ↑  Today in Hip-Hop: MF DOOM Drops ‘Operation: Doomsday’ (англ.). XXL. Архів оригіналу за 25 червня 2017. Процитовано 17 січня 2016.
39. ↑  pologod. Today In Hip Hop History: MF DOOM’s Debut Album ‘Operation Doomsday’ Released 16 Years Ago (англ.). The Source. Архів оригіналу за 18 червня 2021. Процитовано 17 січня 2016.
40. 1 2  Nathan Rabin. Where to start with the prolific output of MF Doom (англ.). The A.V. Club. Архів оригіналу за 4 липня 2017. Процитовано 17 січня 2016.
41. ↑  MF DOOM’s classic King Geedorah album Take Me To Your Leader re-pressed for 2013 (англ.). Fact[en]. Архів оригіналу за 27 червня 2021. Процитовано 17 січня 2016.
42. ↑  Jess Harvell. Metal Fingers / DOOM Special Herbs: The Box Set Vol. 0-9 (англ.). Pitchfork. Архів оригіналу за 26 червня 2021. Процитовано 17 січня 2016.
43. ↑  Gavin Mueller. King Geedorah (англ.). Stylus Magazine. Архів оригіналу за 10 травня 2012. Процитовано 17 січня 2016.
44. ↑  Top 50 Albums of 2003 (англ.). Pitchfork. Архів оригіналу за 29 лютого 2016. Процитовано 18 січня 2016.
45. ↑  David Drake. The Best One-Producer Albums of the 2000s (англ.). Complex. Архів оригіналу за 28 червня 2021. Процитовано 18 січня 2016.
46. ↑  Blake Goble. Six Degrees of Marvel: From Avengers to MF Doom (англ.). Consequence of Sound. Архів оригіналу за 2 грудня 2020. Процитовано 18 січня 2016.
47. ↑  David Segal. HERE & (англ.). The Washington Post. Архів оригіналу за 24 жовтня 2018. Процитовано 18 січня 2016.
48. ↑  Kelefa Sanneh. HIP-HOP REVIEW; That Man in a Mask, With Labyrinthine Rhymes to Cast (англ.). The New York Times. Архів оригіналу за 1 січня 2021. Процитовано 18 січня 2016.
49. ↑  Sasha Frere-Jones. Doom’s Day (англ.). The New Yorker. Архів оригіналу за 14 травня 2021. Процитовано 18 січня 2016.
50. ↑  Chris Ryan. Madvillain // Spin : журнал. — 2004. — No. 20 (04). — P. 31. — ISSN 0886-3032. Архівовано з джерела 24 червня 2021. Процитовано 16 червня 2021.
51. ↑  Madvillain: Madvillainy (англ.). Allmusic. Процитовано 18 січня 2016.
52. ↑  J Dilla's Donuts, 2014, с. 60.
53. ↑  Madvillain. Jaylib. 4 Shows (англ.). Stones Throw. Архів оригіналу за 22 березня 2016. Процитовано 4 січня 2016.
54. ↑  Nick Sylvester. Viktor Vaughn VV2: Venomous Villain (англ.). Pitchfork. Архів оригіналу за 28 червня 2021. Процитовано 18 січня 2016.
55. ↑  McCormick, Moira. Beats & Rhymes // Billboard : журнал. — 2004. — . — 10. — P. 24. — ISSN 0006-2510.
56. ↑  23 Of The Maddest And Most Memorable Concept Albums (англ.). NME. Архів оригіналу за 16 жовтня 2016. Процитовано 19 січня 2016.
57. ↑  Aoife McElwain. Select: Songs about food and drink (англ.). The Irish Times. Архів оригіналу за 25 січня 2016. Процитовано 19 січня 2016.
58. ↑  Remembering MF DOOM’s ‘MM..Food’ 11 Years Later (англ.). Uproxx. Архів оригіналу за 4 липня 2017. Процитовано 19 січня 2016.
59. ↑  MM..Food (англ.). Metacritic. Архів оригіналу за 3 червня 2021. Процитовано 19 січня 2016.
60. ↑  J-23. MF DOOM - MM..Food (Re-release) (англ.). HipHopDX. Архів оригіналу за 27 червня 2021. Процитовано 19 січня 2016.
61. ↑  pologod. Today In Hip Hop History: MF DOOM Releases His ‘MM..FOOD’ LP 11 Years Ago (англ.). The Source. Архів оригіналу за 28 червня 2021. Процитовано 19 січня 2016.
62. ↑  Marcus Dowling. 5 Rappers Poised For Rap/EDM Crossover Success (англ.). HipHopDX. Архів оригіналу за 28 червня 2021. Процитовано 19 січня 2016.
63. ↑  Peter Macia. Danger Doom - The Mouse and the Mask (англ.). Pitchfork. Архів оригіналу за 2 травня 2021. Процитовано 19 січня 2016.
64. ↑  Danger Doom’s The Mouse and the Mask gets vinyl reissue (англ.). Fact[en]. Архів оригіналу за 28 червня 2021. Процитовано 19 січня 2016.
65. ↑  John Bush. Danger Doom Awards (англ.). Allmusic. Архів оригіналу за 14 квітня 2016. Процитовано 19 січня 2016.
66. ↑  Rodrigo Perez. Cartoon Gorillaz Put A Muzzle On Danger Mouse, Damon Albarn (англ.). MTV. Архів оригіналу за 7 травня 2021. Процитовано 19 січня 2016. [Архівовано 2021-05-07 у Wayback Machine.]
67. ↑  Gorillaz - Demon Days (англ.). Allmusic. Архів оригіналу за 28 червня 2021. Процитовано 19 січня 2016.
68. ↑  Daniel Kreps. Hear Ghostface, Doom Team for Grimy 'Lively Hood' (англ.). Rolling Stone. Архів оригіналу за 13 листопада 2015. Процитовано 19 січня 2016.
69. ↑  The 50 Greatest Hip-Hop Magazine Covers (англ.). Complex. Архів оригіналу за 28 червня 2021. Процитовано 20 січня 2016.
70. ↑  Rob Mitchum. Danger Doom - The Occult Hymn EP (англ.). Pitchfork. Архів оригіналу за 28 червня 2021. Процитовано 20 січня 2016.
71. ↑  Wil Jones. 20 Times Rappers Voiced Animated Characters (англ.). Complex. Процитовано 20 січня 2016.[недоступне посилання з Май 2018]
72. 1 2  Michael Saba. MF Doom drops MF, adds caps lock, gets Born Like This (англ.). Paste. Архів оригіналу за 27 червня 2018. Процитовано 21 січня 2016. [Архівовано 2018-06-27 у Wayback Machine.]
73. ↑  Teofilo Killip. This MF DOOM and Clarks Originals Wallabee Collaboration is the Real Deal (англ.). Complex. Архів оригіналу за 27 червня 2021. Процитовано 25 січня 2016.
74. ↑  Roger Krastz. Clarks Originals And MF Doom Team Up For “Knicks” Wallabee Boot (англ.). XXL. Архів оригіналу за 27 червня 2018. Процитовано 25 січня 2016.
75. ↑  Clarks Originals x DOOM — DOOM Returns for a Second Limited Edition Wallabee (англ.). Clarks Originals. Архів оригіналу за 11 березня 2016. Процитовано 25 січня 2016. [Архівовано 2016-03-11 у Wayback Machine.]
76. 1 2  David Downs. Reclusive Rapper Doom Talks New LP "Born Like This." and Responds to Fan Rage (англ.). Rolling Stone. Архів оригіналу за 1 грудня 2017. Процитовано 21 січня 2016.
77. ↑  Steve Yates. Urban review: DOOM, Born Like This (англ.). The Guardian. Архів оригіналу за 26 березня 2021. Процитовано 21 січня 2016.
78. ↑  Nate Patrin. DOOM - Born Like This (англ.). Pitchfork. Архів оригіналу за 12 серпня 2021. Процитовано 21 січня 2016.
79. ↑  Born Like This by DOOM (англ.). Metacritic. Архів оригіналу за 15 листопада 2020. Процитовано 21 січня 2016.
80. ↑  Jake Paine. Hip Hop Album Sales: The Week Ending 3/29/2009 (англ.). HipHopDX. Архів оригіналу за 3 березня 2016. Процитовано 21 січня 2016.
81. ↑  MF Doom - Born like This (англ.). Allmusic. Архів оригіналу за 6 лютого 2016. Процитовано 21 січня 2016.
82. ↑  The 100 Best Video Games of the 2000s (англ.). Complex. Процитовано 23 січня 2016.{{cite web}}:  Обслуговування CS1: Сторінки з параметром url-status, але без параметра archive-url (посилання)
83. ↑  Tom Breihan. Ghostface Killah / DOOM — «Chinatown Wars» (англ.). Pitchfork. Архів оригіналу за 30 квітня 2021. Процитовано 23 січня 2016.
84. ↑  Nate Patrin. DOOM — Gazzillion Ear EP (англ.). Pitchfork. Архів оригіналу за 21 січня 2013. Процитовано 23 січня 2016.
85. ↑  Tom Breihan. DOOM Links Up With Kanye, Mos Def (англ.). Pitchfork. Архів оригіналу за 28 червня 2021. Процитовано 23 січня 2016.
86. 1 2 3 4  Steve Yates. The Exile Factor // Q : журнал. — 2012. — 04.
87. ↑  20 best: October events (англ.). Fact[en]. Архів оригіналу за 28 червня 2021. Процитовано 23 січня 2016.
88. ↑  Rodrigo Davies. Enigmatic rapper lifts Sonar curtain (англ.). BBC. Архів оригіналу за 23 березня 2010. Процитовано 23 січня 2016.
89. ↑  Chris Coplan. Watch: MF DOOM joins Gorillaz on stage in Europe (англ.). Consequence of Sound. Архів оригіналу за 29 січня 2016. Процитовано 23 січня 2016.
90. ↑  Amy Phillips. Listen: DOOM and Madlib Return With New Madvillain Track: "Papermill" (англ.). Pitchfork. Архів оригіналу за 20 червня 2021. Процитовано 23 січня 2016.
91. ↑  Stones Throw to release Madvillainy Instrumentals with full picture sleeve (англ.). Fact[en]. Архів оригіналу за 27 червня 2021. Процитовано 23 січня 2016.
92. ↑  DOOM preps new live album for Autumn (англ.). Fact[en]. Архів оригіналу за 27 червня 2021. Процитовано 23 січня 2016.
93. ↑  Ryan Dombal. DOOM Live Album on the Way (англ.). Pitchfork. Архів оригіналу за 27 червня 2021. Процитовано 23 січня 2016.
94. ↑  Nate Patrin. MF DOOM — Expektoration Live (англ.). Pitchfork. Архів оригіналу за 27 червня 2021. Процитовано 23 січня 2016.
95. ↑  Jenn Pelly. Hear Thom Yorke, Jonny Greenwood, and DOOM: "Retarded Fren" (англ.). Pitchfork. Архів оригіналу за 27 червня 2021. Процитовано 24 січня 2016.
96. ↑  DOOM feat. Thom Yorke and Jonny Greenwood: 'Retarded Fren' (англ.). Rolling Stone. Архів оригіналу за 21 травня 2017. Процитовано 24 січня 2016. [Архівовано 2017-05-21 у Wayback Machine.]
97. ↑  Larry Fitzmaurice. JJ DOOM — "Rhymin' Slang (Dave Sitek Remix)" (англ.). Pitchfork. Архів оригіналу за 27 червня 2021. Процитовано 24 січня 2016.
98. ↑  Chris Coplan. Check Out: JJ DOOM (DOOM + Jneiro Jarel) – “Rhymin’ Slang” (Dave Sitek remix) (англ.). Consequence of Sound. Архів оригіналу за 15 грудня 2020. Процитовано 24 січня 2016.
99. ↑  The 25 Best Albums by Rappers Over 40 (англ.). Spin. Архів оригіналу за 2 лютого 2020. Процитовано 25 січня 2016.
100. ↑  Stream DOOM and Masta Ace’s joint LP MA DOOM: Son Of Yvonne in full (англ.). Fact[en]. Архів оригіналу за 27 червня 2021. Процитовано 25 січня 2016.
101. ↑  Andres Tardio. Masta Ace - Ma DOOM: Son Of Yvonne (англ.). HipHopDX. Архів оригіналу за 28 червня 2021. Процитовано 25 січня 2016.
102. ↑  Nathan Rabin. Masta Ace: Ma_Doom: Son of Yvonne / JJ DOOM: Key to the Kuffs (англ.). The A.V. Club. Архів оригіналу за 14 травня 2016. Процитовано 25 січня 2016.
103. ↑  Andrew Martin. JJ DOOM Reveal "Key To The Kuffs" Release Date, Tracklist (англ.). Complex. Архів оригіналу за 14 липня 2012. Процитовано 24 січня 2016.
104. ↑  Reviews for Keys to the Kuffs by JJ Doom (англ.). Metacritic. Архів оригіналу за 29 червня 2021. Процитовано 24 січня 2016.
105. ↑  JJ Doom chart history (англ.). Billboard. Архів оригіналу за 7 березня 2016. Процитовано 24 січня 2016.
106. ↑  JJ Doom Key to the Kuffs — awards (англ.). Allmusic. Архів оригіналу за 8 лютого 2016. Процитовано 24 січня 2016.
107. ↑  Danielle Harling. MF Doom, Jneiro Jarel To Release "Key To The Kuffs (Butter Edition)" (англ.). HipHopDX. Архів оригіналу за 28 червня 2021. Процитовано 24 січня 2016.
108. ↑  Alex Young. Thom Yorke, Jonny Greenwood, Beck rework JJ DOOM material for new reissue (англ.). Consequence of Sound. Архів оригіналу за 19 січня 2021. Процитовано 24 січня 2016.
109. ↑  Andres Tardio. MF DOOM Calls Nas A Great Freestyler, Promises New Madvillain Music, Talks Masta Ace & JJ DOOM (англ.). HipHopDX. Архів оригіналу за 27 червня 2021. Процитовано 25 січня 2016.
110. ↑  Danielle Harling. Ghostface Killah Offers An Update On His Project With MF DOOM, Tells Fans To "Prepare" Themselves (англ.). HipHopDX. Архів оригіналу за 27 червня 2021. Процитовано 26 січня 2016.
111. ↑  Ghostface Killah reveals new album release date, talks joint LP with DOOM (англ.). Fact[en]. Архів оригіналу за 28 червня 2021. Процитовано 26 січня 2016.
112. ↑  Steven Horowitz. Ghostface Killah Confirms "Supreme Clientele 2" & MF DOOM LPs For 2013, Talks Wu-Tang Clan Reunion Album (англ.). HipHopDX. Архів оригіналу за 29 червня 2021. Процитовано 26 січня 2016.
113. ↑  Tom Breihan. Captain Murphy – “Between Villains” (Feat. Viktor Vaughn, Earl Sweatshirt, & Thundercat) (англ.). Stereogum. Архів оригіналу за 28 червня 2021. Процитовано 26 січня 2016.
114. ↑  (MF) DOOM and 16-year old rapper Bishop Nehru team up for new project: first material due later this year (англ.). Fact[en]. Архів оригіналу за 28 червня 2021. Процитовано 26 січня 2016.
115. ↑  Carrie Battan. DOOM Working on Project With Bishop Nehru (англ.). Pitchfork. Архів оригіналу за 10 квітня 2021. Процитовано 26 січня 2016.
116. ↑  NehruvianDOOM chart history (англ.). Billboard. Архів оригіналу за 27 квітня 2016. Процитовано 26 січня 2016.
117. ↑  Reviews for Nehruviandoom by Nehruviandoom (англ.). Metacritic. Архів оригіналу за 28 червня 2021. Процитовано 26 січня 2016.
118. ↑  Ben Cardew. NehruvianDOOM — 'NehruvianDOOM' (англ.). NME. Архів оригіналу за 4 березня 2016. Процитовано 26 січня 2016.
119. ↑  Henry Mansell. Bishop Nehru And MF Doom Tap Into Their Strengths On ‘NehruvianDOOM’ (англ.). XXL. Архів оригіналу за 19 лютого 2018. Процитовано 26 січня 2016.
120. ↑  NehruvianDOOM // The Wire : журнал. — 2014. — 11. — P. 76.
121. ↑  Andrew Gretchko. Bishop Nehru & MF DOOM — NehruvianDOOM (англ.). HipHopDX. Архів оригіналу за 28 червня 2021. Процитовано 26 січня 2016.
122. ↑  Peter Helman. Flying Lotus – “Masquatch” (Feat. DOOM) (англ.). Stereogum. Архів оригіналу за 23 листопада 2014. Процитовано 28 січня 2016.
123. ↑  Matt Martin. Here’s all 162 new songs in the refreshed GTA 5 soundtrack (англ.). VG247. Архів оригіналу за 25 липня 2021. Процитовано 28 січня 2016.
124. ↑  Ghostface Killah says his album with MF DOOM is coming out in 2015 (англ.). Fact[en]. Архів оригіналу за 30 червня 2021. Процитовано 28 січня 2016.
125. ↑  Parker Freeman. Ghostface and MF DOOM to drop joint album in February (англ.). Fact[en]. Архів оригіналу за 28 червня 2021. Процитовано 28 січня 2016.
126. ↑  Tom Breihan. DOOMSTARKS (Ghostface Killah & MF DOOM) – “Lively Hood” (англ.). Stereogum. Архів оригіналу за 27 червня 2021. Процитовано 28 січня 2016.
127. ↑  Matthew Strauss. Ghostface Killah and DOOM Share New DOOMSTARKS Track "Lively Hood" (англ.). Pitchfork. Архів оригіналу за 28 червня 2021. Процитовано 28 січня 2016.
128. ↑  Daniel Kreps. Hear Ghostface, Doom Team for Grimy 'Lively Hood' (англ.). Rolling Stone. Архів оригіналу за 13 листопада 2015.
129. ↑  Caitlin White. MED, Blu & Madlib – “Knock Knock” (Feat. MF Doom) (англ.). Stereogum. Архів оригіналу за 28 червня 2021. Процитовано 28 січня 2016.
130. ↑  Mosi Reeves. Hear Med, Blu & Madlib Team With MF Doom for Trio's All-Star LP (англ.). Rolling Stone. Архів оригіналу за 8 січня 2016. Процитовано 28 січня 2016.
131. ↑  DOOM returns with short video ‘A Villainous Adventure’ (англ.). Fact[en]. Архів оригіналу за 28 червня 2021. Процитовано 28 січня 2016.
132. 1 2  Cherise Johnson. MF DOOM Details Forthcoming Music (англ.). HipHopDX. Архів оригіналу за 28 червня 2021. Процитовано 28 січня 2016.
133. 1 2  Aicha FD. MF Doom May Drop New Music Next Year (англ.). XXL. Архів оригіналу за 24 квітня 2018. Процитовано 16 січня 2016.
134. ↑  Strauss, Matthew. The Avalanches Return With New Song “Frankie Sinatra” Featuring MF DOOM and Danny Brown: Listen (англ.). Pitchfork. Архів оригіналу за 14 червня 2021. Процитовано 2 червня 2016.
135. ↑  Kat Bein. MF Doom's Virtual Performance Confused Some and Fascinated Others at III Points (англ.). Miami New Times[en]. Архів оригіналу за 24 червня 2021. Процитовано 16 січня 2016.
136. ↑  Jordan Moreau, Jordan Moreau (31 грудня 2020). Rapper MF Doom Dies at 49. Variety (амер.). Архів оригіналу за 1 січня 2021. Процитовано 31 грудня 2020.
137. ↑  MF DOOM. ALL CAPS. в Instagram: «Begin all things by giving thanks to THE ALL! To Dumile The greatest husband, father, teacher, student, business partner, lover and…». Instagram (рос.). Архів оригіналу за 5 березня 2021. Процитовано 31 грудня 2020.
138. ↑  Alex Young. Update: Los Angeles gets a fake MF DOOM show (англ.). Consequence of Sound. Архів оригіналу за 12 листопада 2020. Процитовано 16 січня 2016.
139. ↑  Alex Young. Update, Redux: Chicago gets a fake MF DOOM show too (англ.). Consequence of Sound. Архів оригіналу за 11 січня 2021. Процитовано 16 січня 2016.
140. ↑  MF Doom Once Again Sends an Impostor to a Show (англ.). XXL. Архів оригіналу за 3 січня 2020. Процитовано 16 січня 2016.
141. ↑  Alvin Aqua Blanco. MF DOOM Sends Out Another Imposter In London (англ.). Hip Hop Wired. Архів оригіналу за 27 січня 2016. Процитовано 16 січня 2016.
142. ↑  Ben Westhoff. From Madvillain to Milli Vanilli (англ.). Village Voice. Архів оригіналу за 6 квітня 2016. Процитовано 16 січня 2016.
143. ↑  Edwin Ortiz. MF DOOM Addresses Rumors Of Fake Performances (англ.). HipHopDX. Архів оригіналу за 24 травня 2021. Процитовано 16 січня 2016.
144. ↑  Andres Tardio. Promoter Says DOOM Impostors Are "Intentional" (англ.). HipHopDX. Архів оригіналу за 24 травня 2021. Процитовано 16 січня 2016.
145. ↑  6 Videos of DOOM Imposters Performing In Concert (англ.). Ego Trip[en]. Архів оригіналу за 22 вересня 2018. Процитовано 16 січня 2016. [Архівовано 2018-09-22 у Wayback Machine.]
146. ↑  wiki. JJ Doom // Wikipedia. — 2016. — 29 December.